# Romolo Ubertalli
Romolo Carlo Ubertalli (Mosso Santa Maria, 20 febbraio 1871 – Biella, 1928) è stato un pittore italiano, specializzato in paesaggistica e nell'uso del pastello.

## Biografia
Figlio di Celestino Sebastiano Ubertalli Carbonin (1845-1900), avvocato e imprenditore nel settore laniero, e di Maddalena Ferrarotti (1848-1920), nacque e visse per i primi 11 anni con i genitori e la sorella maggiore in un lanificio nel biellese, lungo il rio Venalba. Nel 1882 si trasferì a Torino insieme alla famiglia, dove frequentò liceo ed università: il padre lo indirizzò infatti verso gli studi giuridici, che però Ubertalli decise di abbandonare per dedicarsi alla pittura. Frequentò quindi l'Accademia Albertina, ove fu prima allievo di Carlo Follini e poi di Andrea Tavernier, acquisendo competenze nell'utilizzo del pastello (la tecnica più usata nella sua produzione artistica), nella pittura ad olio e nell’acquarello, specializzandosi nella paesaggistica en plein air; sviluppò anche competenze come fotografo, sempre in ambito paesaggistico, sfruttando le fotografie in ottica funzionale alla pittura. Predilisse paesaggi alpini, in particolar modo la Val Vigezzo, di cui realizzò diverse vedute notturne, e il lago Maggiore. Nel 1895 sposò Ida Re, dalla quale ebbe due figlie: Annie e Milena.
Nel suo stile si ritrovano le caratteristiche della Scuola di Rivara, di Antonio Fontanesi e Lorenzo Delleani, nel contrasto di una produzione basata sull'osservazione del vero ma al contempo pregna di una visione lirica ed emozionante, ma è altrettanto evidente l'impronta di Tavernier, in particolar modo nello studio e nella modulazione della luce al fine di riprodurne effetti particolari e suggestivi, come in Viottolo di campagna, nel quale i raggi del sole filtrano vivacemente tra le foglie, creando a terra un effetto quasi divisionista.
Esordì all'Esposizione generale italiana del 1898 a Torino con Presso Torino, Tempo grigio e studi di nove paesaggi montani. Nel 1899, sempre a Torino, espose Tramonto e altri studi dal vero. Espose regolarmente a Torino, Milano, Roma, Biella e Vercelli. Oltre alle esposizioni, ottenne in età precoce riconoscimenti che lo portarono ad essere considerato uno dei più valenti giovani artisti piemontesi.
Considerato pastellista di notevole talento, fu anche fotografo.
Tra le sue opere, oggi conservate presso diversi musei italiani, tra cui la Galleria nazionale d'arte moderna e contemporanea di Roma e la Galleria civica d'arte moderna e contemporanea di Torino, si ricordano: Inizio di primavera, Frescura alpina, Estate nelle Prealpi biellesi e Crepuscolo. Chalet di montagna al chiaro di luna è uno dei suoi notturni più suggestivi.